# Mudanya

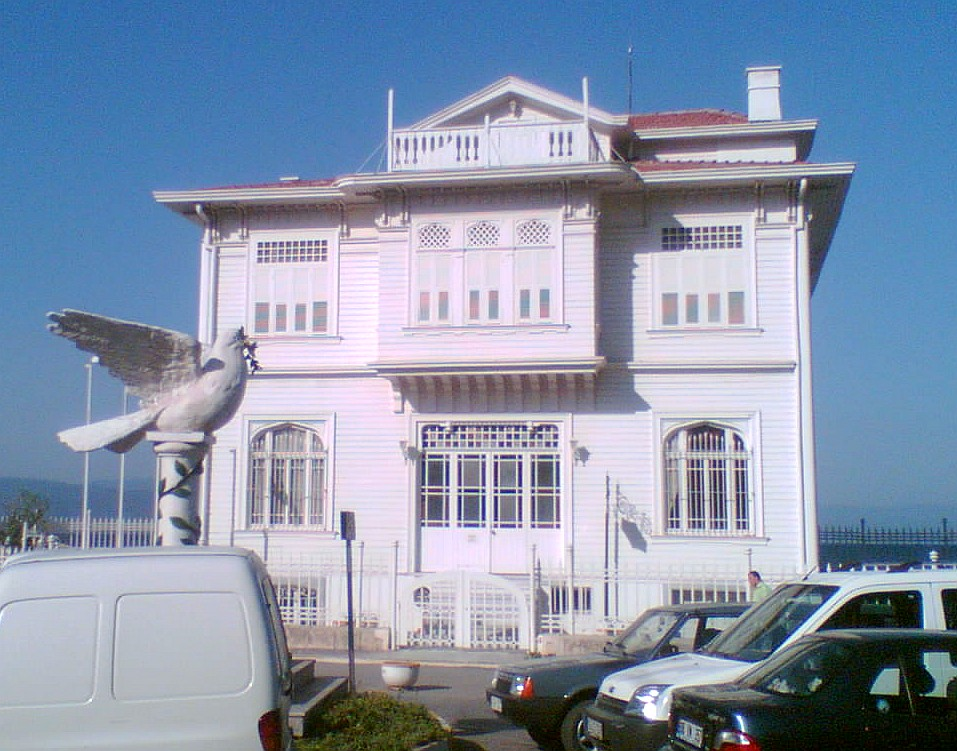
Construcció on es va signar l'Armistici de Mudanya.

Mudanya (Mudania, grec: τα Μουδανιά; antigament Apamea Myrlea), és una ciutat i districte de la província de Bursa a la regió de Marmara a Turquia. Està situada a la Badia de Gemlik, part de la costa sud del Mar de Màrmara. A partir de 1892 va quedar connectada amb la ciutat de Bursa per un ferrocarril de via estreta i (1911) una carretera de cotxes, i amb Istanbul per vaixells de vapor. Mudanya té utilitzable només un moll obert en el temps de calma. La ciutat produeix oli d'oliva, fruites, vi i altres productes agrícoles que s'exporten pel moll, el qual és utilitzat per la pesca local i per vaixells mercants. La població de la ciutat el 2008 era de 46.178 habitants i del districte de 83.899.

## Història

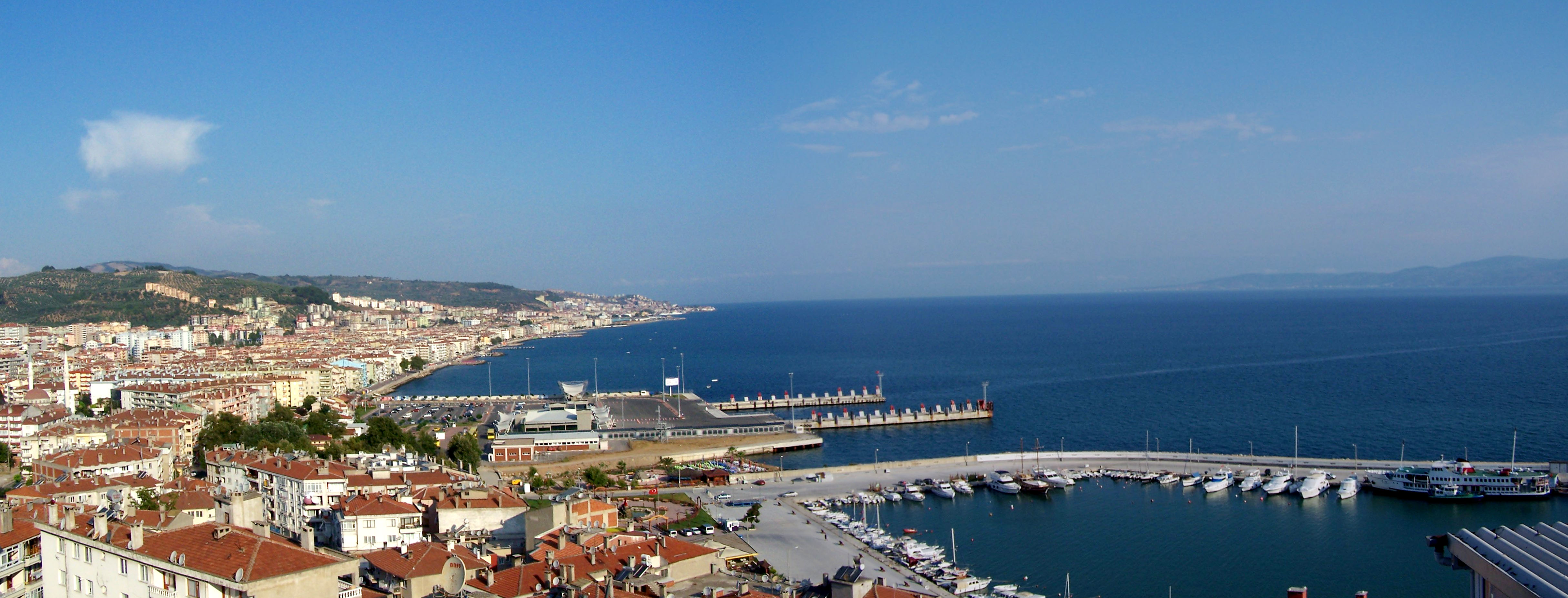
Vista sobre Güzelyal i Mudanya.

En l'edat antiga fou Apamea de Bitínia. En època moderna fou ocupada pels turcmans al segle xiii, al segle xiv formava part de la liwa o província de Khudawendigar. Va tenir un paper menor en la història otomana. Formava un kada o districte que el 1893 tenia 17.395 habitants i el 1907 en tenia 24.233. La ciutat tenia una població el 1985 de 12.152 habitants i el districte, el mateix any, de 32.042.
La ciutat fou el lloc de signatura de l'Armistici de Mudanya entre Turquia, Itàlia, França i Gran Bretanya l'11 d'octubre, de 1922, després de la Guerra d'Independència Turca.
Després del Tractat de Lausana, la població grega de la ciutat fou transferida a Grècia, creant un assentament al qual donaren el nom de la seva ciutat prèvia, Nea Moudania (Moudania Nova, a la península Calcídica, Macedònia). Alguns grecs de Creta de religió musulmana i llengua grega es van instal·lar en canvi a la vella Mudanya.

## Galeria

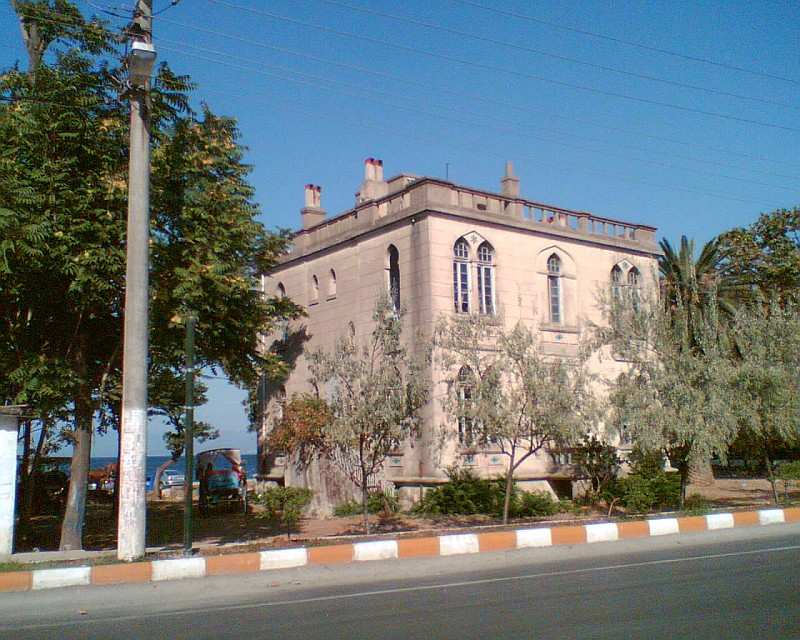
Un edifici vell a Mudanya
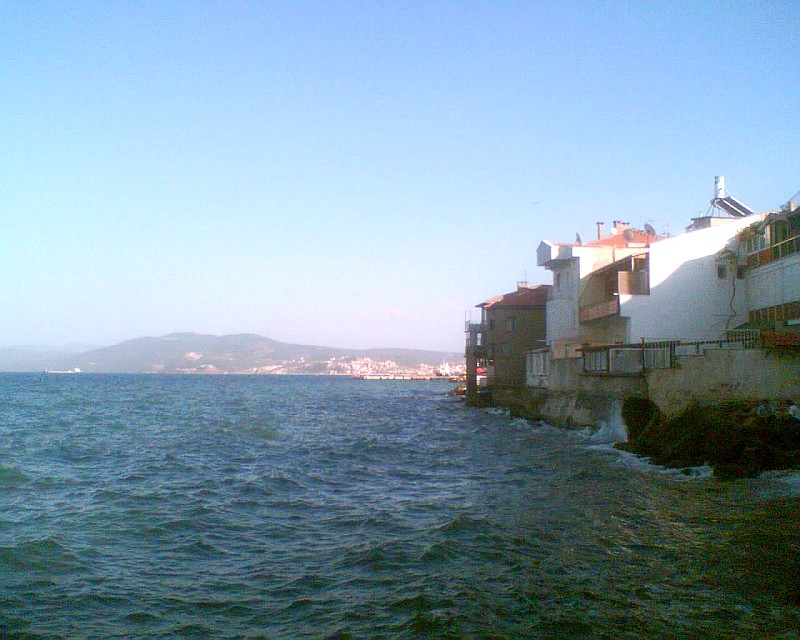
Un panorama de platges de la ciutat
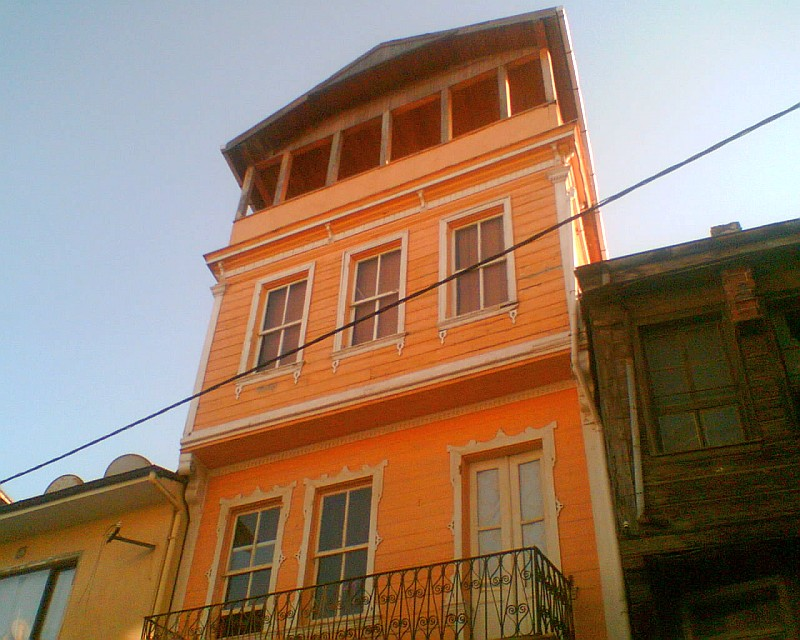
Una casa vella vivament pintada
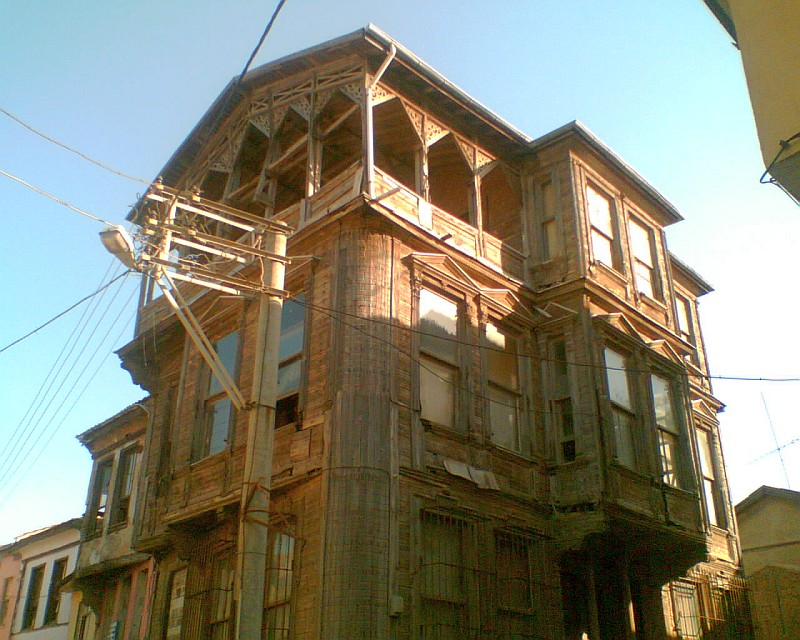
Una casa no restaurada, encara en bona condició